# Soaserana (Manja)
Pour les articles homonymes, voir Soaserana.
Soaserana est une commune urbaine malgache située dans la partie sud-ouest de la région du Menabe.